# بيل ماكونيل
بيل ماكونيل هو مجدف كندي، ولد في 1927.

## وصلات خارجية
- بيل ماكونيل على موقع أوليمبيديا (الإنجليزية)